# Бреконская горная железная дорога
Бреконская горная железная дорога (англ. Brecon Mountain Railway, валл. Rheilffordd Mynydd Brycheiniog) — узкоколейная железная дорога (603 мм) длиной в 5,5 км (3,5 мили), соединяющая посёлок Пант, который является северным предместьем города Мертир-Тидвил, центра одноимённой административной единицы в Южном Уэльсе, с местечком Торпантау (Torpantau), лежащем к северу от водохранилища Пентуин (Pentwyn Reservoir). Открылась для движения в 1980 году и сейчас функционирует как историческая железная дорога.

## Маршрут[2]

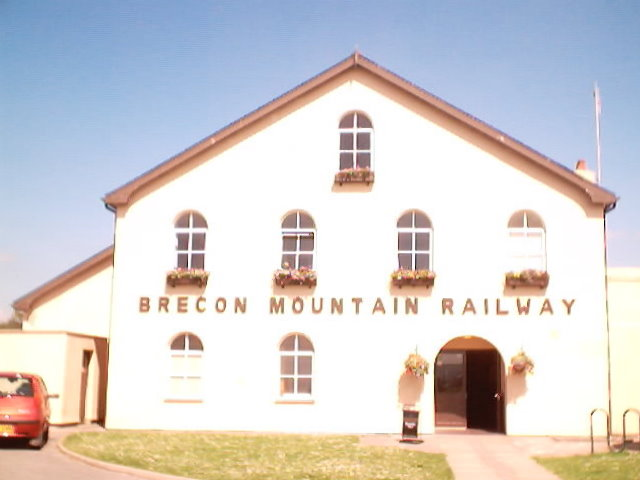
Станция «Пант»

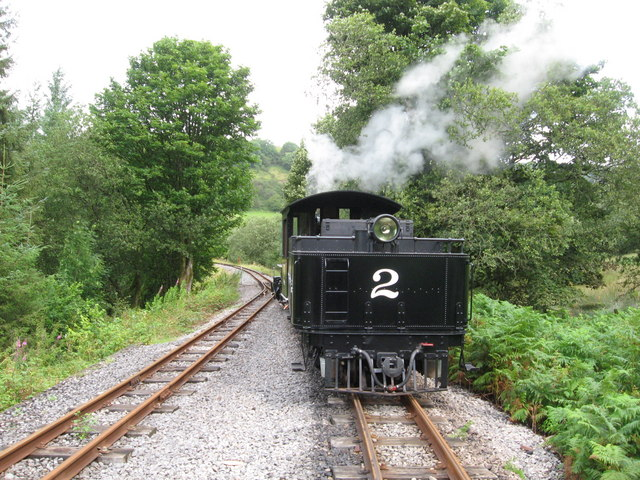
На станции «Дол-И-Гайр»

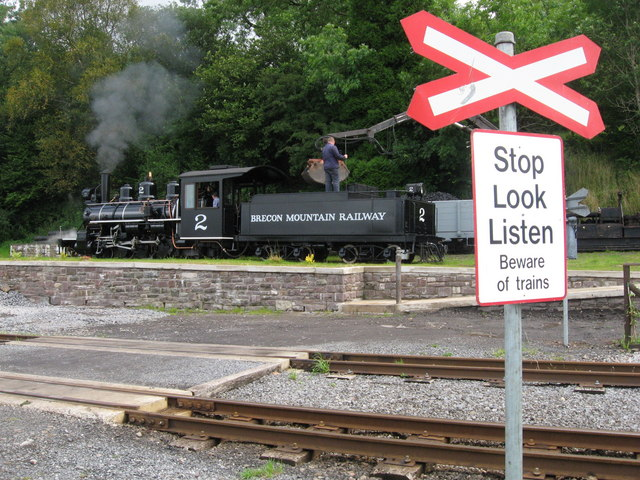
Переезд возле станции «Понтстикилл»

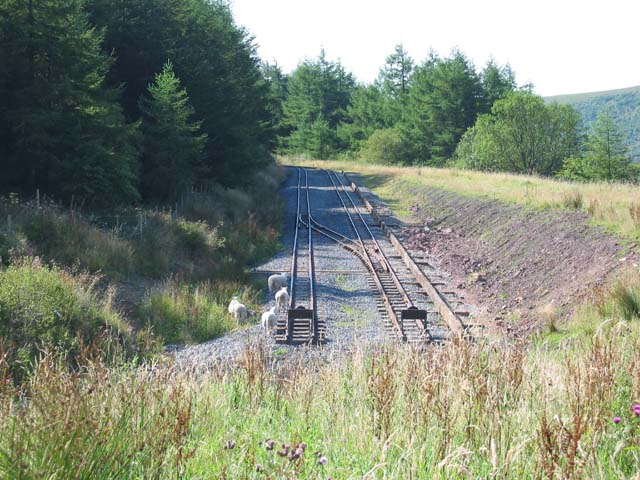
Станция «Торпантау»

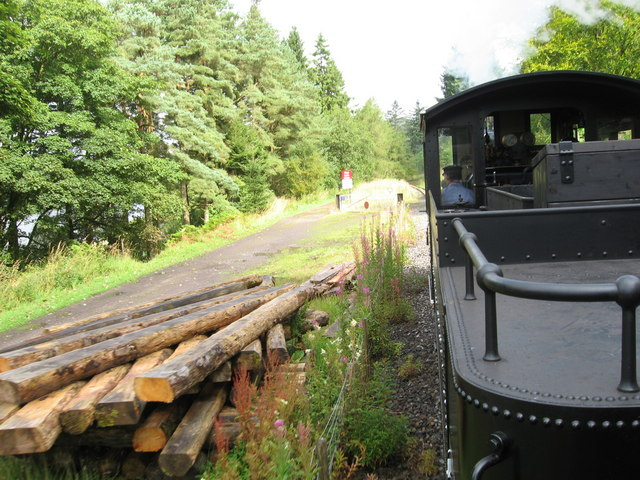
Перелески на восточном берегу водохранилища

Линия начинается на станции «Пант», находящейся на северном краю одноимённого посёлка, возле его кладбища. Перед станционной территорией расположилась автомобильная стоянка внушительных размеров. Сама же линия, отойдя от перрона, встаёт на насыпь ныне закрытой железной дороги Брекона и Мертира (Brecon and Merthyr Railway) и следует по ней до самого своего окончания возле местечка Торпантау. Путь бежит вдоль автомобильной дороги и параллельной ей реки Тав Вехан (Taf Fechan), заросшей по берегам лесом, до деревни Понтстикилл (Pontsticill). Здесь находится станция того же названия, возле которой под слоем торфа покоятся запасные пути стефенсоновской колеи, принадлежавшие прежней Бреконской дороге. Отсюда хорошо видны три самых высоких горы на территории национального парка Брекон-Биконс. Поезда на Торпантау проходят «Понтстикилл» без остановки и останавливаются на этой станции только на обратном пути.
За Понтстикиллом дорога заходит на территорию упомянутого национального парка и оказывается на берегу Понтстикиллского водохранилища, созданного в 1927 году и затопившего нижнюю часть деревни. Когда уровень воды в водохранилище понижается, из воды показываются старые дома и часовня XV столетия. Здесь путь бежит на север вдоль водоёма или по перелескам, раскинувшимся восточнее его вод, ко временной конечной станции «Дол-И-Гайр» (Dol-Y-Gaer). За Дол-И-Гайром линия продолжается до Торпантау, что лежит на северной оконечности водохранилища, но поезда туда пока не ходят, ибо станция ещё не оборудована перронами и прочими станционными сооружениями.

## История

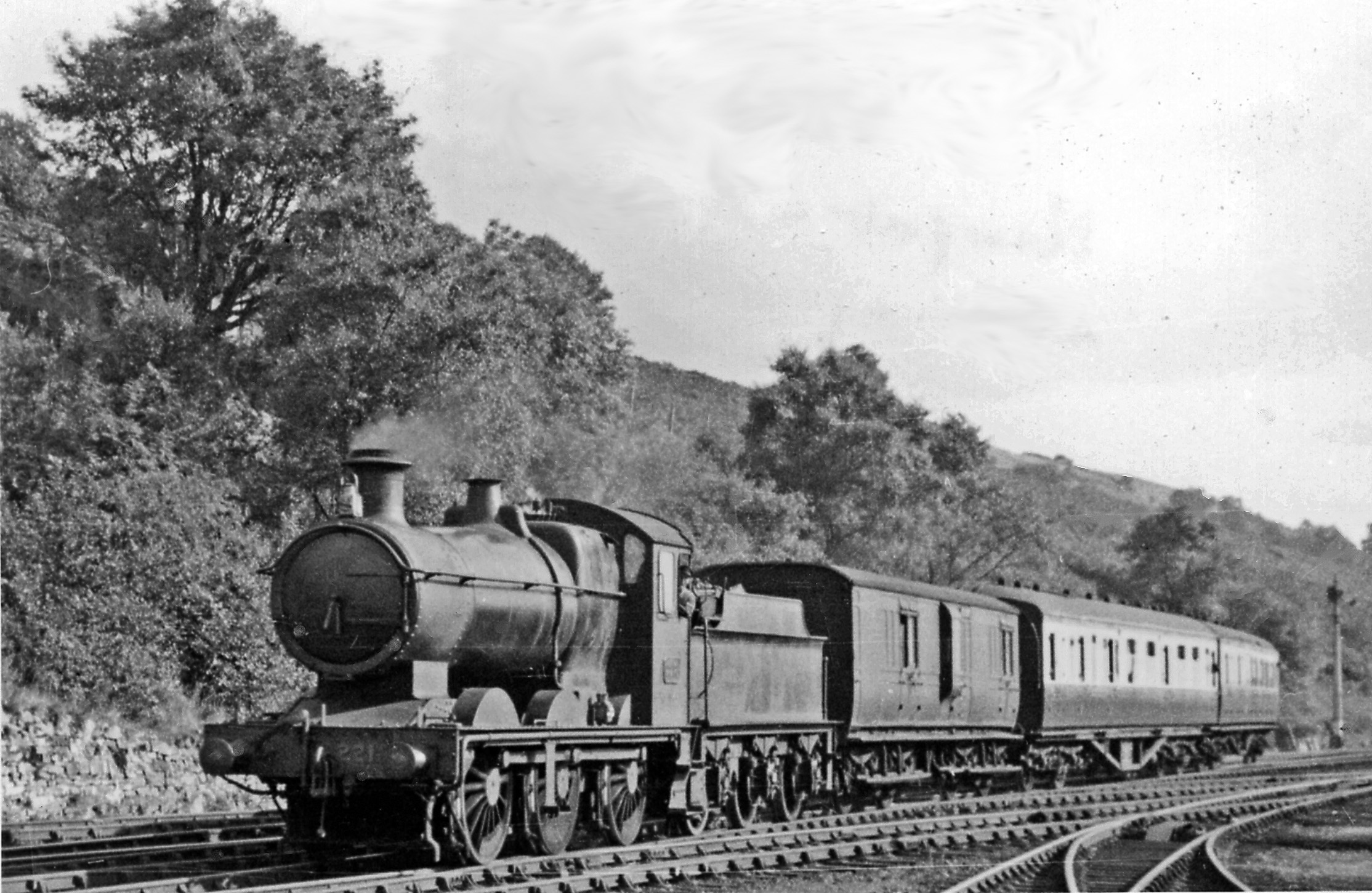
Станция «Понтстикилл» в 1949 году.

Железная дорога на насыпях современной Бреконской линии была открыта в 1859 году. Этой дорогой явилась Железная дорога Брекона и Мертира, соединившая Брекон с Пантом. До 1868 года, когда был построен участок Пант — Мертир, сообщение между этими двумя населёнными пунктами осуществлялось гужевым транспортом. Когда же названный участок заработал, то к северу от Панта движение оказалось по преимуществу пассажирским, а к югу, до Мертира, товарным — составы везли уголь в Ньюпорт. В Первую мировую войну дорога пропускала «специальные поезда Джеллико», доставлявшие всё тот же уголь из шахт Южного Уэльса Британскому флоту в Скапа-Флоу. В 1922 году на основании парламентского акта о железных дорогах 1921 года линия Брекон — Мертир перешла под контроль Большой Западной дороги и вместе с нею национализирована после Второй мировой войны. В 1964 году линию окончательно закрыли в ходе ряда мер, направленных на избавление Британскими железными дорогами от убыточных активов и названных «топором Бичинга» (Beeching Axe).
К 1978 году, когда началось строительство новой Бреконской дороги, прежнее имущество — в том числе и земля, — закрытой линии оказалось в руках частных собственников. Бреконская дорога выкупила землю и немногочисленные оставшиеся постройки: сигнальную будку в Понтстикилле и единственную опору моста, принадлежавшую Британским железным дорогам. Летом 1980 года линию закончили постройкой и сразу же открыли для движения.

## Современное состояние[2]

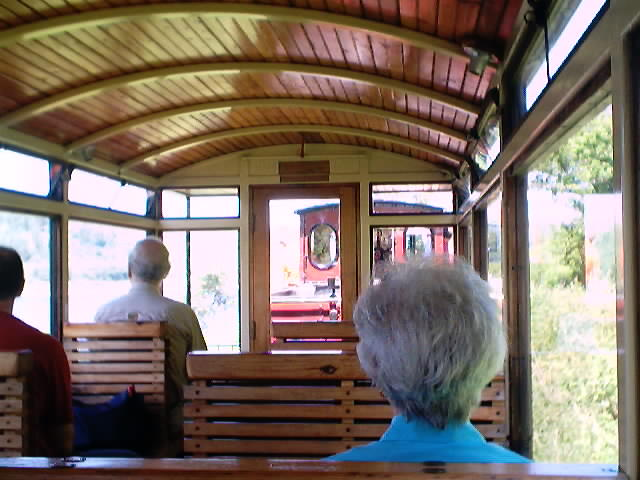
Интерьер вагона линии

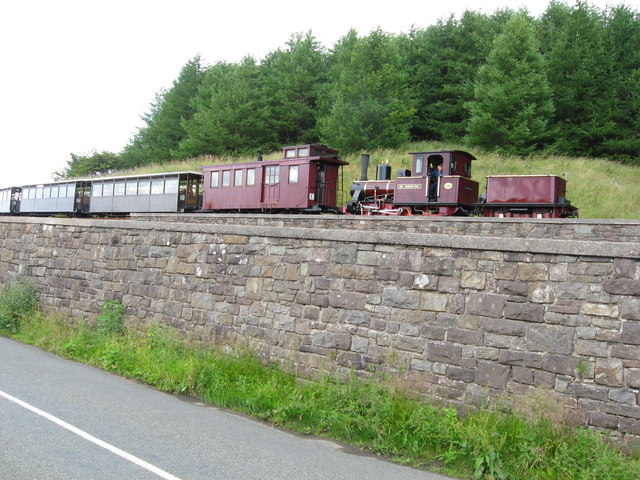
«Граф Шверин-Лёвиц» ведёт поезд к станции «Пант»

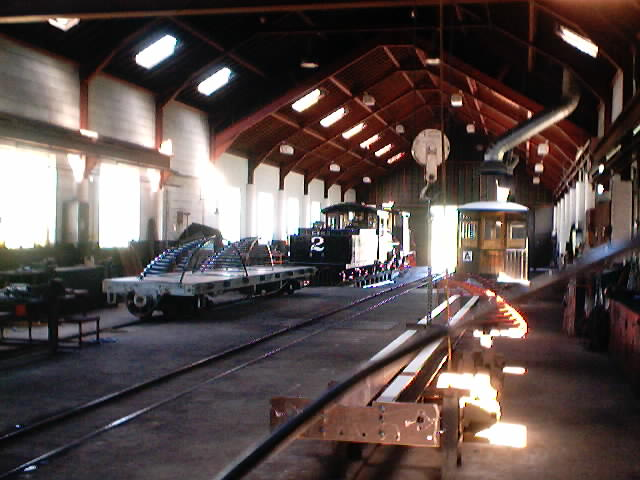
Железнодорожные мастерские

Движение на Бреконской горной железной дороге осуществляется круглый год за исключением ноября, когда поезда на линию не выходят и только ресторан на станции «Пант» продолжает функционировать по воскресным дням. По воскресным же дням ходят составы зимой. Летом движение на дороге — ежедневное.
Поезда на 2011 год водят два паровоза: «Граф Шверин-Лёвиц» (Graf Schwerin-Löwitz) типа 0-3-1 и паровоз № 2 американской постройки типа 2-3-1. Первый из них был построен в 1908 году, принадлежал германской Мекленбург-Померанской узкоколейной железной дороге и после её закрытия был продан в 1973 году железными дорогами ГДР Великобритании в весьма плохом состоянии. Капитально ремонтировался в 1981 и 2010 годах. Второй был построен в 1930 году Балдвинскими заводами в Филадельфии, водил поезда с известняком возле Порт-Элизабета в Южной Африке, потерпел крушение в 1974 году и был приобретён Brecon Mountain Railway Ltd. для тогда ещё планируемой Бреконской дороги. Хранился на складах в Ливерпуле, затем с 1990 года ремонтировался и вышел на линию в 1997 году. Первоначально отапливался нефтью, впоследствии переведён на уголь.
Ещё один Балдвин типа 1-3-1, более древний — 1898 года постройки, — ремонтируется. Кроме него дорога медленно строит 2 паровоза из оригинальных балдвинских частей — работы начались в 2002 году и по сию пору продолжаются. Помимо названных, Бреконская линия располагает ещё тремя паровозами: Гунслетом («Сибил» — Sybil), Де-Винтоном с вертикальным котлом («Пендифрин» — Pendyffryn) и аналогом Де-Винтона («Редстоун» — Redstone), — но они слишком слабосильны, чтобы работать с поездами.
Вагоны дороги построены местными железнодорожными мастерскими с использованием запасных частей из Южной Африки и острова Мэн. Примечательны и сами мастерские, расположенные на станции «Пант»: часть их оборудования датируется началом XIX века.
Бреконская горная железная дорога участвует в маркетинговой схеме «Великие узкоколейки Уэльса» (Great Little Trains of Wales).